# Tri Repetae
Albums de Autechre
Amber
(1994) Chiastic Slide
(1997)
Tri Repetae est le troisième album du groupe anglais de musique électronique Autechre, sorti sur le label Warp Records en 1995. 
Aux États-Unis, cet album est sorti sous le nom Tri Repetae++, il était pourvu d'un second CD contenant les EP Garbage et Anvil Vapre. Au Japon, il contenait un morceau bonus, Medrey.
La couverture du disque a été réalisée par l'agence de design basée à Sheffield, The Designers Republic. L'artwork a été quant à lui réalisé par Chris Cunningham.

## Pistes
| 1.    | Dael    | 6:39  |
| 2.    | Clipper | 8:33  |
| 3.    | Leterel | 7:08  |
| 4.    | Rotar   | 8:04  |
| 5.    | Stud    | 9:40  |
| 6.    | Eutow   | 4:16  |
| 7.    | C/pach  | 4:39  |
| 8.    | Gnit    | 5:49  |
| 9.    | Overand | 7:33  |
| 10.   | Rsdio   | 10:08 |
| 11.   | Medrey  | 4:12  |
| 72:34 |         |       |